# Чарне (місто)
Ча́рне (пол. Czarne, раніше Hamersztyn, нім. Hammerstein) — місто в північній Польщі, на річці Черниця.
Належить до Члуховського повіту Поморського воєводства.

## Демографія
Демографічна структура станом на 31 березня 2011 року:
|          | Загалом | Допрацездатний вік | Працездатний вік | Постпрацездатний вік |
| -------- | ------- | ------------------ | ---------------- | -------------------- |
| Чоловіки | 2923    | 670                | 2044             | 209                  |
| Жінки    | 3166    | 623                | 1940             | 603                  |
| Разом    | 6089    | 1293               | 3984             | 812                  |